# Joan Lorring
Joan Lorring (Hong Kong, 17 de abril de 1926 - Sleepy Hollow, Nueva York, 30 de mayo de 2014) fue una actriz estadounidense.

## Primeros años
Lorring, nacida como Madeline Ellis, huyó de Hong Kong en 1939 con su madre después de la invasión japonesa. Las dos se establecieron en San Francisco, California, donde la joven «Dellie» comenzó a trabajar en la radio.

## Carrera
Su primer papel en el cine (momento en el cual en el estudio había cambiado su nombre por el de «Joan Lorring») fue en Song of Russia en 1944. Hizo El puente de San Luis Rey el mismo año, y en 1945, apareció junto a Bette Davis en El trigo está verde como Bessie Watty. Fue nominada para el Óscar a la mejor actriz de reparto por su papel. 
En 1950, Lorring apareció en Broadway en Come Back, Little Sheba. Comenzó a actuar en televisión, actuando en papeles protagónicos en la telenovela Valiant Lady y la comedia de situación Norby. También tuvo un pequeño papel en la novela Ryan's Hope de la década de 1970 antes de retirarse.

## Vida personal
Lorring estaba casada con Martin Sonenberg, endocrinólogo de Nueva York, hasta su muerte el 27 de junio de 2011. La pareja tuvo dos hijas.

## Premios y distinciones
Premios Óscar
| Año  | Categoría               | Película            | Resultado |
| ---- | ----------------------- | ------------------- | --------- |
| 1946 | Mejor Actriz de Reparto | El trigo está verde | Nominada  |